# Jeff Wadlow
Jeff Wadlow, all'anagrafe Jeffrey Clark Wadlow (Arlington, 2 marzo 1976), è un regista, sceneggiatore, produttore cinematografico e produttore televisivo statunitense.

## Filmografia

### Regista

#### Cinema
- Nickname: Enigmista (Cry_Wolf, 2005)
- Never Back Down - Mai arrendersi (Never Back Down, 2008)
- Kick-Ass 2 (2013)
- Autobiografia di un finto assassino (True Memoirs of an International Assassin, 2016)
- Obbligo o verità (Truth or Dare, 2018)
- Fantasy Island (2020)
- La maledizione di Bridge Hollow (The Curse of Bridge Hollow, 2022)
- Imaginary (2024)

#### Televisione
- Agente X – serie TV, episodio 1x07 (2015)
- Ryan Hansen Solves Crimes on Television – serie TV, 5 episodi (2019)
- Hai paura del buio (Are You Afraid of the Dark?) – serie TV, 4 episodi (2019)

### Produttore
- Fantasy Island, regia di Jeff Wadlow (2020)
- Imaginary, regia di Jeff Wadlow (2024)

### Produttore esecutivo

#### Cinema
- Non-Stop, regia di Jaume Collet-Serra (2014)
- Obbligo o verità (Truth or Dare), regia di Jeff Wadlow (2018)
- La maledizione di Bridge Hollow (The Curse of Bridge Hollow), regia di Jeff Wadlow (2022)

#### Televisione
- The Strain – serie TV, 10 episodi (2017)
- Ryan Hansen Solves Crimes on Television – serie TV, 8 episodi (2019)
- Hai paura del buio (Are You Afraid of the Dark?) – serie TV, 6 episodi (2019)

### Sceneggiatore

#### Cinema
- Nickname: Enigmista (Cry_Wolf), regia di Jeff Wadlow (2005)
- Prey - La caccia è aperta (Prey), regia di Darrell Roodt (2007)
- Kick-Ass 2, regia di Jeff Wadlow (2013)
- Autobiografia di un finto assassino (True Memoirs of an International Assassin), regia di Jeff Wadlow (2016)
- Obbligo o verità (Truth or Dare), regia di Jeff Wadlow (2018)
- Fantasy Island, regia di Jeff Wadlow (2020)
- Bloodshot, regia di Dave Wilson (2020)
- Imaginary, regia di Jeff Wadlow (2024)

#### Televisione
- Bates Motel – serie TV, episodi 1x03-1x05 (2013)
- The Strain – serie TV, episodio 4x05 (2017)